# German Football League 2 2016
Die Saison 2016 der German Football League 2 war die 35. Saison der GFL2, der zweithöchsten Spielklasse des American Football in Deutschland.

## Ligaaufteilung
| GFL2 Nord              | GFL2 Nord    | GFL2 Süd                  | GFL2 Süd    |
| ---------------------- | ------------ | ------------------------- | ----------- |
| Team                   | Vorjahr      | Team                      | Vorjahr     |
| Assindia Cardinals (N) | 1. RL West   | Franken Knights (A)       | 8. GFL Süd  |
| Bielefeld Bulldogs     | 7. GFL2 Nord | Gießen Golden Dragons (N) | 2. RL Mitte |
| Bonn Gamecocks         | 6. GFL2 Nord | Ingolstadt Dukes          | 2. GFL2 Süd |
| Cologne Crocodiles     | 4. GFL2 Nord | Kirchdorf Wildcats        | 3. GFL2 Süd |
| Lübeck Cougars         | 2. GFL2 Nord | München Rangers           | 8. GFL2 Süd |
| Paderborn Dolphins     | 3. GFL2 Nord | Nürnberg Rams             | 4. GFL2 Süd |
| Potsdam Royals         | 5. GFL2 Nord | Ravensburg Razorbacks (N) | 1. RL Mitte |
| Ritterhude Badgers (N) | 1. RL Nord   | Wiesbaden Phantoms        | 5. GFL2 Süd |

- Vorjahr = Platzierung und Liga des Vorjahres
- RL = Regionalliga
- (N) Aufsteiger aus der Regionalliga
- (A) Absteiger aus der GFL

## Statistik

### Abschlusstabellen

#### GFL2 Nord
| Pl | Verein             | Sp | S  | U | N  | Punkte | TD      | Diff. |
| -- | ------------------ | -- | -- | - | -- | ------ | ------- | ----- |
| 1  | Cologne Crocodiles | 14 | 13 | 0 | 1  | 26:20  | 560:183 | +377  |
| 2  | Paderborn Dolphins | 14 | 10 | 0 | 4  | 20:80  | 534:408 | +126  |
| 3  | Potsdam Royals     | 14 | 9  | 0 | 5  | 18:10  | 422:353 | 0+69  |
| 4  | Lübeck Cougars     | 14 | 8  | 0 | 6  | 16:12  | 496:303 | +193  |
| 5  | Bonn Gamecocks     | 14 | 7  | 0 | 7  | 14:14  | 446:366 | 0+80  |
| 6  | Assindia Cardinals | 14 | 4  | 0 | 10 | 08:20  | 277:414 | −137  |
| 7  | Bielefeld Bulldogs | 14 | 3  | 0 | 11 | 06:22  | 288:569 | −281  |
| 8  | Ritterhude Badgers | 14 | 2  | 0 | 12 | 04:24  | 246:673 | −427  |

_ Qualifikation zu Aufstiegs-Play-offs

_ Abstieg in Regionalliga

#### GFL2 Süd
| Pl | Verein                | Sp | S  | U | N  | Punkte | TD      | Diff. |
| -- | --------------------- | -- | -- | - | -- | ------ | ------- | ----- |
| 1  | Ingolstadt Dukes      | 14 | 14 | 0 | 0  | 28:00  | 565:169 | +396  |
| 2  | Kirchdorf Wildcats    | 14 | 10 | 1 | 3  | 21:70  | 604:325 | +279  |
| 3  | Wiesbaden Phantoms    | 14 | 10 | 0 | 4  | 20:80  | 465:324 | +141  |
| 4  | Nürnberg Rams         | 14 | 7  | 1 | 6  | 15:13  | 483:449 | 0+34  |
| 5  | Ravensburg Razorbacks | 14 | 6  | 0 | 8  | 12:16  | 377:523 | −146  |
| 6  | Gießen Golden Dragons | 14 | 4  | 2 | 8  | 10:18  | 325:398 | 0−73  |
| 7  | Franken Knights       | 14 | 3  | 0 | 11 | 06:22  | 296:455 | −159  |
| 8  | München Rangers       | 14 | 0  | 0 | 14 | 00:28  | 124:596 | −472  |

_ Qualifikation zu Aufstiegs-Play-offs

_ Abstieg in Regionalliga

### Relegation zum Aufstieg in die GFL

#### Nord
|                                         |                                    | {{{Spiel}}}        |        |                    |  |                                                          |
| Düsseldorf 17. September 2016 15:00 Uhr |                                    | Düsseldorf Panther | 0 : 34 | Cologne Crocodiles |  | BZA Karl-Hohmann-Stadion Zuschauer: 2.000 Referee: Sauer |
| Düsseldorf 17. September 2016 15:00 Uhr | (0:6, 0:8, 0:7, 0:13) Spielbericht | Düsseldorf Panther |        | Cologne Crocodiles |  | BZA Karl-Hohmann-Stadion Zuschauer: 2.000 Referee: Sauer |

|                                |                                    | {{{Spiel}}}        |        |                    |  |                                                                |
| Köln 2. Oktober 2016 14:30 Uhr |                                    | Cologne Crocodiles | 28 : 0 | Düsseldorf Panther |  | Bezirkssportanlage Chorweiler Zuschauer: 2.038 Referee: Stehle |
| Köln 2. Oktober 2016 14:30 Uhr | (14:0, 7:0, 0:0, 7:0) Spielbericht | Cologne Crocodiles |        | Düsseldorf Panther |  | Bezirkssportanlage Chorweiler Zuschauer: 2.038 Referee: Stehle |

In beiden Spielen setzte sich der Nordmeister der GFL2 klar durch und konnte sich damit sportlich für die Saison 2017 in der GFL Nord qualifizieren. 

#### Süd
|                                       |                                     | {{{Spiel}}}          |        |                  |  |                                                        |
| Mannheim 18. September 2016 15:00 Uhr |                                     | Rhein-Neckar Bandits | 6 : 41 | Ingolstadt Dukes |  | Seppl-Herberger-Stadion Zuschauer: 300 Referee: Stehle |
| Mannheim 18. September 2016 15:00 Uhr | (0:13, 6:14, 0:7, 0:7) Spielbericht | Rhein-Neckar Bandits |        | Ingolstadt Dukes |  | Seppl-Herberger-Stadion Zuschauer: 300 Referee: Stehle |

|                                      |                                      | {{{Spiel}}}      |        |                      |  |                                            |
| Ingolstadt 1. Oktober 2016 19:00 Uhr |                                      | Ingolstadt Dukes | 60 : 0 | Rhein-Neckar Bandits |  | ESV-Stadion Zuschauer: 3.000 Referee: Ball |
| Ingolstadt 1. Oktober 2016 19:00 Uhr | (18:0, 21:0, 7:0, 14:0) Spielbericht | Ingolstadt Dukes |        | Rhein-Neckar Bandits |  | ESV-Stadion Zuschauer: 3.000 Referee: Ball |

Auch in den beiden Spielen im Süden konnte sich der Meister der GFL2 klar durchsetzen.  Die Dukes qualifizierten sich damit für ihre erste Saison in der höchsten deutschen Spielklasse.